# Munnoniscus marsupialis
Munnoniscus marsupialis là một loài chân đều trong họ Cabiropidae. Loài này được G.O. Sars miêu tả khoa học năm 1883.